# わし座ニュー星
わし座ν星（わしざニューせい、ν Aquilae、ν Aql）は、わし座の恒星である。見かけの等級は4.66と、肉眼でみえる明るさである。ガイア衛星が測定した年周視差は0.8752と小さく、相対誤差が大きいが、距離に換算すると太陽系からおよそ3700光年になる。

## 特徴
天の川の中に位置しており、距離もそれなりにあるわし座ν星は、星間物質による減光を受け、本来の見かけの等級に比べて1等以上暗くみえていると考えられる。わし座ν星は、数少ないF型超巨星の一つで、スペクトル型はF2 Ibと分類され、F2型超巨星の標準星に選ばれている。光球の有効温度はおよそ7200 Kと見積もられ、黄白色に輝くF型星の特徴と合致する。わし座ν星は、進化して超巨星になっているが、年齢は1600万年程であり、質量は太陽の12倍に及ぶとみられる。この質量から、わし座ν星はやがて超新星になる可能性が高いと考えられる。
チリ大学とチリ国立天文台が発表した測光システムにおいて、わし座ν星の明るさの変化が指摘され、見かけの等級が4.62から4.70まで変化するとされた。しかし、このデータに追随する観測はみられず、変光星総合カタログにおいても、新しい変光星候補にとどまっている。
わし座ν星から西に約200秒離れた位置に9等星（BD +00°4204、SAO 124623）があり、シャーバーン・バーナムが二重星として記録した。この「伴星」についてわかっていることは、スペクトル型がA2ではないかということくらいで、固有運動などからすると、わし座ν星とは物理的に無関係な見かけだけの対であると考えられる。

## 名称
中国では、わし座ν星は、右側の軍旗を表す右旗（拼音: Yòu Qí）という星官を、わし座μ星、σ星、δ星、ι星、κ星、56番星などと共に形成する。わし座ν星自身は、右旗四（拼音: Yòu Qí sì）すなわち右旗の4番星と呼ばれる。